# Burmannia steenisii
Burmannia steenisii är en enhjärtbladig växtart som beskrevs av Fredrik Pieter Jonker. Burmannia steenisii ingår i släktet Burmannia och familjen Burmanniaceae. Inga underarter finns listade i Catalogue of Life.